# Hotel Oranienhof (Bad Kreuznach)

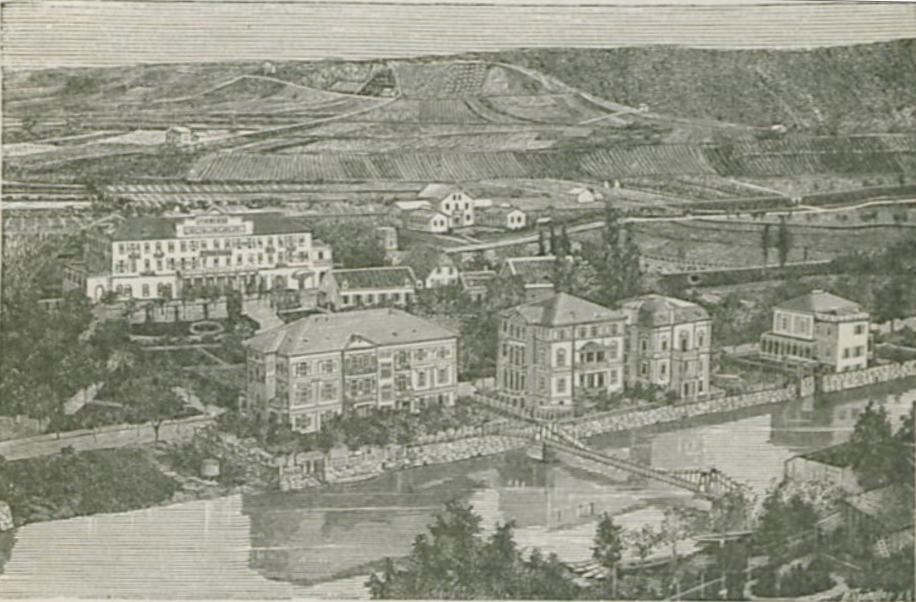
Hotel Oranienhof (Mitte links) und Viktoria-Stift (Mitte hinten), davor Luisenstraße / Salinen-Promenade (heute: Kaiser-Wilhelm-Straße) am Naheufer, Holzschnitt um 1884

Das Hotel Oranienhof war ein Luxus- und Badehotel in Kreuznach im preußischen Landkreis Kreuznach (seit 1924 Bad Kreuznach) der Rheinprovinz im heutigen Rheinland-Pfalz, das von 1834/42 bis 1929 bestand. Im Ersten Weltkrieg wurde es 1917/18 als Generalstabsgebäude der Obersten Heeresleitung genutzt.

## Geschichte
Das Hotel Oranienhof stand an der Stelle, an der sich ungefähr 600 Meter südwestlich der Kreuznacher Altstadt nicht weit vom rechten Naheufer an der Stelle des heutigen Oranienparks von etwa 1140 bis 1566/68 das Augustiner-Chorfrauenstift St. Peter und Ende des 17. Jahrhunderts eine Holländerei und Menagerie des Schlosses Oranienhof befanden.
Der Wirtschaftshof des Schlosses Oranienhof, der nach dem Pfälzischen Erbfolgekrieg zerfiel, wurde im 18. Jahrhundert teilweise wiederhergestellt. Durch die französische Besetzung und Annexion des linken Rheinufers 1794/97 gelangte das Anwesen in Staatsbesitz und war um 1796 an Eberhard Hönes verpachtet.
Am 3. November 1803 wurde in Koblenz das Nationalgut Oranienhof mit Wirtschaftsgebäuden und landwirtschaftlichen Nutzflächen von dem Kaufmann Johann Heinrich Schellhaas aus Kaiserslautern für 38.200 Franc ersteigert. Pächter Hönes machte sofort eine Hypothekenforderung geltend, und Reichsgraf Franz von Sickingen (1760–1834), der das Anwesen 1784/88/91 vor der französischen Enteignung erworben hatte, erhob 1815 Ansprüche auf die bei dem Oranienhof gelegene Salzquelle. In der ersten Hälfte des 19. Jahrhunderts lebten 10–12 Personen am Wohnplatz Oranienhof außerhalb des engeren Stadtgebietes von Kreuznach.

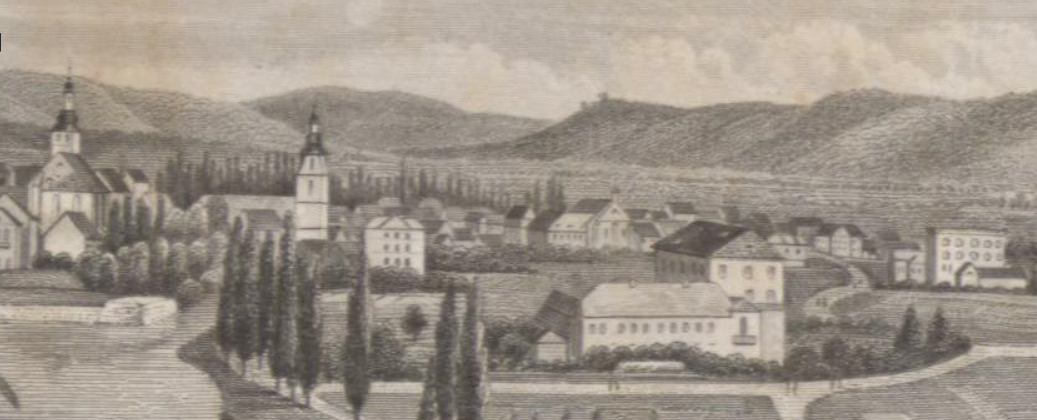
Pauluskirche, Wilhelmskirche, Gymnasium (hinten), Oranienhof (vorne) mit Neubau (rechts dahinter), am rechten Bildrand Hotel Rheinstein (später Hôtel de l’Europe an der Salinenstrasse) (v. l. n. r.); Carl Schlickum, Henry Winkles: Kreuznach (Ausschnitt), vor 1838

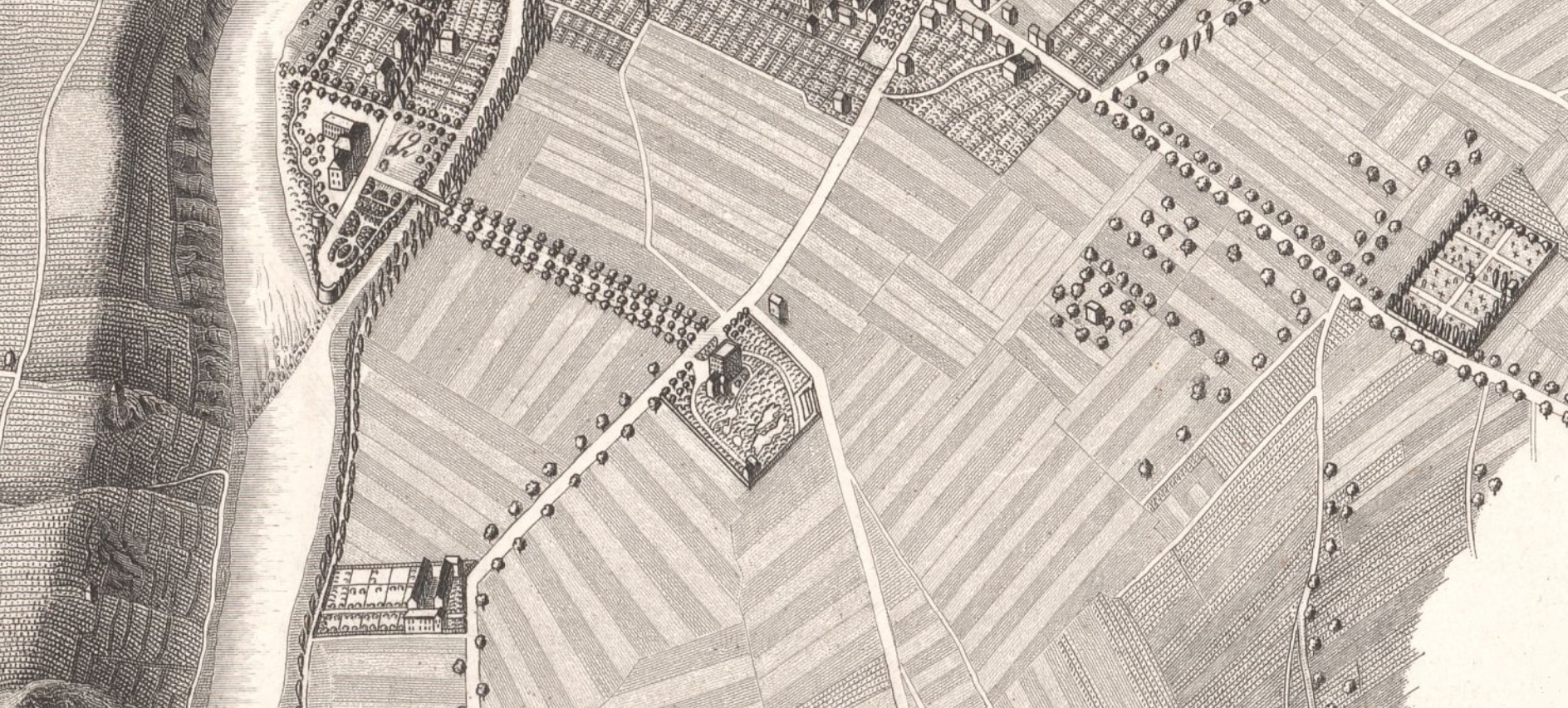
Kursaal, Hotel Oranienhof und Hotel Rheinstein (v. l. n. r.); Stahlstich von Peter Borniger (Ausschnitt), 1843

Anfang des 19. Jahrhunderts wurde der alte Oranienhof teilweise abgetragen. Der Gastwirt Carl Friedrich Pitthan (* um 1805; † 1845) und seine Frau Johanna Karoline Philippine Schellhaas (1810–1857), die in Gütergemeinschaft lebten, errichteten an dieser Stelle neben den alten Gebäuden 1834–42 ein Bade-Hotel. Das Hauptgebäude enthielt einen Salon, 14 Bäder, 56 Zimmer und zwei Küchen, die Nebengebäude sechs weitere Zimmer, vier Badestuben und einen Salon, und es gab ein eigenes Badehaus.

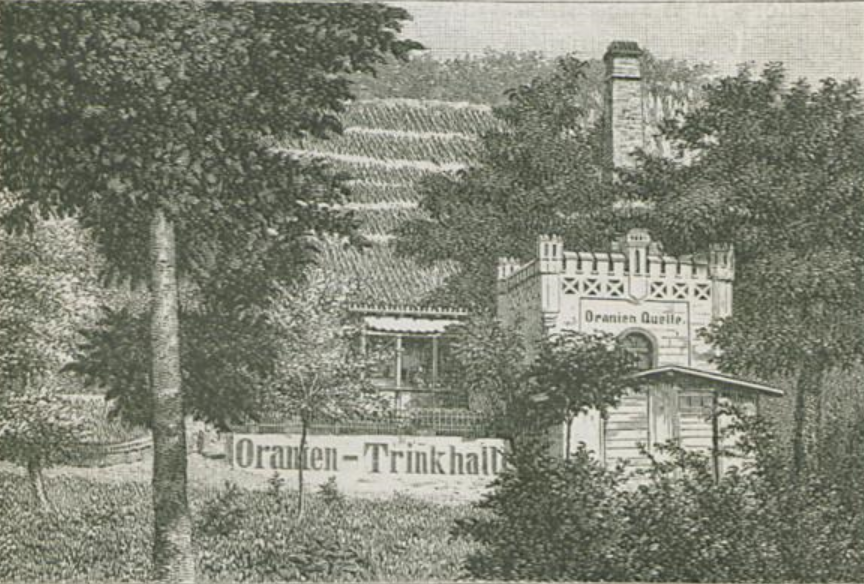
Oranienquelle, Holzschnitt um 1884

Die 1838 wiederentdeckte Oranienquelle auf der Oranienwiese in der Nähe des Oranienhofes war 1840 von Justus von Liebig und Friedrich Ludwig Knapp chemisch analysiert worden. C. F. Pitthan ließ die Quelle fassen und das Wasser durch eine Dampfmaschine anheben, davon wurde seit 1841 eine Soleleitung für das Hotel gespeist und auf dem Hotelgelände ein Springbrunnen betrieben. Neben der Oranienquelle wurde eine Trinkhalle errichtet, in dem die Sole an alle Kurgäste kostenlos zum Trinken abgegeben wurde.

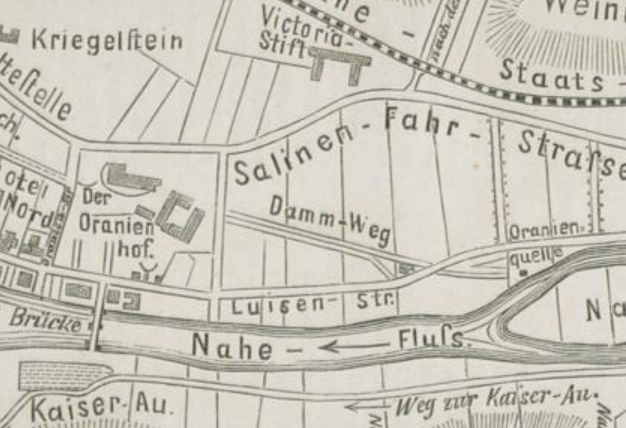
Oranienhof und Oranienquelle, Johann Ruprecht: Situationsplan des Bezirks zwischen Oranienhof und Saline Karlshalle (Ausschnitt), 1864

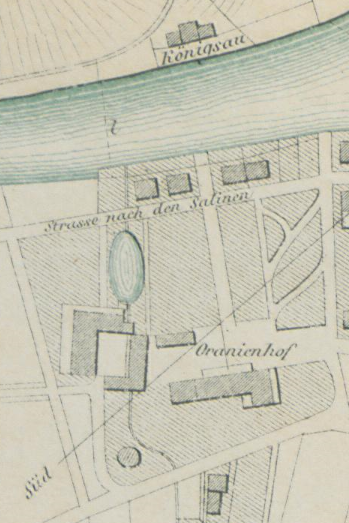
Oranienhof, Plan der Stadt Creuznach, 1875

Die Witwe Pitthan war auch Pächterin der Saline Karlshalle, die bis 1897 eine großherzoglich-hessische Domäne war, aber seit dem Friedensvertrag von 1866 preußischen Mitbestimmungsrechten unterlag. An der Karlshalle wurde die Sole aus der Hauptquelle durch ein Pumpwerk gehoben, in ein Reservoir geleitet und durch eiserne Röhren in Hotels und Privat-Badehäuser weiter geleitet.
Nach dem Tod der Eheleute Pitthan, deren Sohn Heinrich Carl Theodor Pitthan (* um 1834; † 1866) sie nur wenige Jahre überlebte, wurde das Hotel 1864 versteigert. Das Badehôtel Oranienhof wurde von Karl Joseph von Lehenner erworben, der 1871 die Witwe Amalie Pitthan geb. Doetsch (1843–1930) heiratete und das Hotel zusammen mit ihr bis 1883 führte. Die Küche des Hotels mit einem beliebten „25-Groschen-Menü“ galt als die beste der Stadt. Seit 1884 war das Hotel im Besitz von Heinrich D. Alten, der früher im Pariser Luxushotel Le Meurice gearbeitet hatte.
Zu den Gästen des Hotels gehörten Kronprinz Wilhelm von Preußen, Kronprinzessin Victoria, Kronprinz Ferdinand von Rumänien, Marcel Proust oder Thomas Power O’Connor, MP (1848–1929). 1913 verfügte das Hotel und Badeetablissement Oranienhof von H. D. Alten in der Luisenstraße/Oranienstraße über 135 Betten in 100 Zimmern.

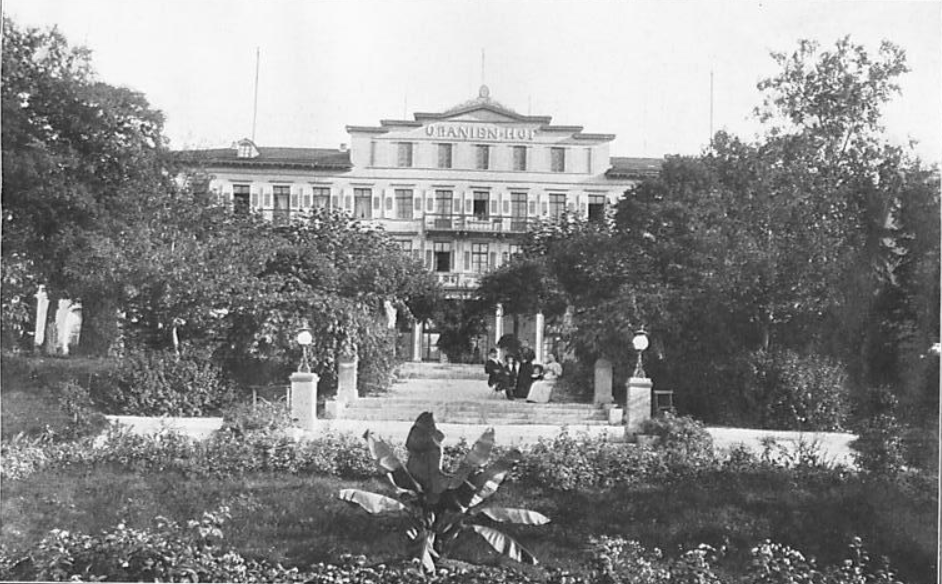
Hotel Oranienhof, Fotografie um 1910

Um 1907 führte der Architekt Heinrich Gieseke aus Hannover-Limmer Umbauten am Hotel durch. Im Ersten Weltkrieg wurde der Oranienhof vom 2. Januar 1917 bis zum 8. März 1918 als Generalstabsgebäude (Hauptbüro) der Obersten Heeresleitung genutzt. Hier trafen sich am 19. Dezember 1917 General Mustafa Kemal Pascha (Atatürk), Kaiser Wilhelm II., Generalfeldmarschall Paul von Hindenburg (1847–1934) und Generalquartiermeister Erich Ludendorff zu Gesprächen.
Nach dem Krieg waren in dem Haus, das jetzt Caserne d'Alger hieß, französische Besatzungstruppen untergebracht. 1929 wurde der Komplex wegen Baufälligkeit abgerissen. 1933 eröffnete die Kurverwaltung Bad Kreuznach an der Stelle des 1930 geschleiften ehemaligen Kaiserbunkers im Oranienhofpark ein Museum Großes Hauptquartier 1917/18. Heute befindet sich an dieser Stelle der Oranienpark mit einem Minigolfplatz.
Das heutige Restaurant Oranienhof in Bad Kreuznach knüpft mit Namen und Standort an das Badehotel Oranienhof an.